# Риарт, Луис Альберто
Луис Альберто Риарт Вера (исп. Luis Alberto Riart Vera, 21 июня 1880, — 1 октября 1953, Асунсьон, Парагвай) — парагвайский политический деятель, временный президент Парагвая с 17 марта по 15 августа 1924 года, вице-президент Парагвая с 15 августа 1939 года по 18 февраля 1940 года, а также занимал различные посты в правительстве.

## Биография
Риарт родился в аргентинском городе Эскина 21 июня 1880 года в семье выходца из Каталонии, детство он провёл в парагвайском Вилья-Флорида, а образование получал в университете Асунсьона. Получив диплом юриста, Риарт вскоре начал политическую карьеру. В 1913 году он участвовал в создании Патриотического союза вместе с Элихио Айялой. Впоследствии Риарт занимал несколько важных постов в правительстве Парагвая: был министром экономики, внутренних дел, армии и флота.
17 марта 1924 года Элихио Айяла покинул пост временного президента, чтобы провести кампанию для избрания полноценным президентом. Риарту были переданы президентские полномочия. В короткий срок он мало успел сделать, однако приложил усилия для стабилизации национальной валюты и укрепления боеспособности армии.
В 1928 году Риарт выдвигал свою кандидатуру на президентские выборы, но не получил достаточной поддержки внутри своей партии. В 1934 году он был назначен министром иностранных дел Парагвая в правительстве Эусебио Айялы и участвовал в заключении мирного договора, завершившего Чакскую войну. В 1939 году Риарт был назначен вице-президентом в кабинете маршала Хосе Феликса Эстигаррибии, но уже в феврале 1940 года после роспуска парламента и расформирования правительства он покинул свой пост и ушёл из большой политики.
Риарт был женат на Аделе Мерседес Бельо, у него было шестеро детей. Он умер 1 октября 1953 года в Асунсьоне.